# Casa al carrer Prat de la Riba, 2 (el Vendrell)
La Casa al carrer Prat de la Riba, 2 és una obra eclèctica del Vendrell (Baix Penedès) inclosa a l'Inventari del Patrimoni Arquitectònic de Catalunya.

## Descripció
La façana de l'edifici que dona al carrer Prat de la Riba és composta de quatre plantes separades per motllura decorativa. Els baixos tenen diverses botigues, i la portalada d' accés té un llinda que conté l'escut i les inicials "DR" (inicials del nom de la muller seu propietari). La resta de les plantes presenten una alternança de finestres i portes balconeres, amb guarnició a la cornisa. La façana és rematada per una barana de pedra.

## Història
Es creu que la casa fou edificada als voltants del 1880, per Josep Mª Álvarez i Fuster, diputat provincial al segle xix (també construí la vila d'El Vendrell, el mercat i el pont de França).